# Марко Пальмеццано
Марко Пальмеццано ( італ. Marco Palmezzano; 1459, Форлі — 1539, Форлі) — італійський художник і архітектор доби кватроченто.

## Життєпис
Марко Пальмеццано народився у місті Форлі. Точної дати народження не збережено. Зазвичай дату народження розміщають між 1459 та 1463 роками.
Відомо, що художню майстерність опановував у майстерні художника Мелоццо да Форлі, учня П'єро делла Франческа, одного з палких прихильників вивчення перспективи для використання в живопису. Як і більшість художників 15 століття, Мелоццо да Форлі та Марко Пальмеццано були фрескістами, при цьому обдарованість Мелоццо да Форлі бута такого високого щаблю, що того запросили на працю у Ватикан.
Відомо, що Марко Пальмеццано у 1490-і роки відвідав Венецію. Ймовірно, що творчі знахідки венеційців Джованні Белліні та Чіма да Конельяно справили на художника з провінційного Форлі могутнє враження. Впливи цих художників відчутні у композиціях Марко Пальмеццано. Майстерня художника роками працювала над створенням релігійних картин для церков міста Форлі та навколишніх храмів. Наближеність до творів заальпійських художників відбилась у зацікавленості до пейзажів, котрими майстер прикрасив низку зображень святих, вівтарні образа і ті портрети по замовам, що теж створював.
Творчість Мелоццо да Форлі та Марко Пальмеццано була надзвичайно високо оцінена мистецтвознавцями. Так, італійський історик Антоніо Паолуччі (італ. Antonio Paolucci) цілком справедливо писав, що Марко Пальмеццано надав власне індивідуальне обличчя відродженню у рідному місті і був серед найкращих представників художньої школи Форлі.

## Обрані твори (перелік)
- «Голгофа»

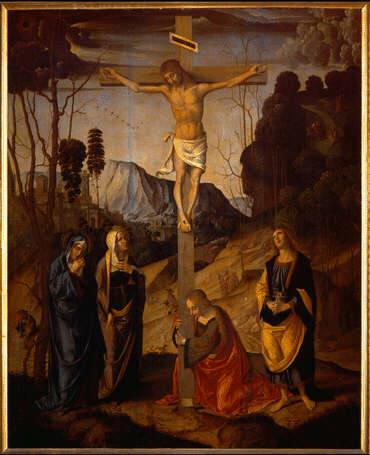
Марко Пальмеццано. «Голгофа», Галерея Уффіці, Флоренція

- «Св. Себастьян», Музей образотворчих мистецтв (Будапешт)
- «Мадонна з немовлям і св. Маргаритою та св. Іваном Хрестителем»
- «Благовіщення»
- «Свята бесіда», бл. 1521 р., Бруклінський музей, США
- «Мадонна з немовлям і св. Джакомо та Михаїлом архангелом»
- «Мадонна з немовлям і святими», Пінакотека Брера, Мілан
- «Розп'яття з Марією Магдалиною та Джальберто»
- «Мертвий Христос між двома янголами», Лувр, Париж
- «Свята Родина з Іваном Хрестителем дитиною та св. Єлизаветою», Ватиканська пінакотека
- «Портрет невідомого у чорному»
- «Хрещення в Йордані»
- «Хрещення в Йордані», Національна галерея Вікторії, Мельбурн, Австралія
- «Благовіщення з портовим містом», Ватиканська пінакотека
- «Св. Єронім та св. Франциск Ассізьий»
- декор каплиці Фео, церква Сан Бьяджо

## Обрані твори (галерея)

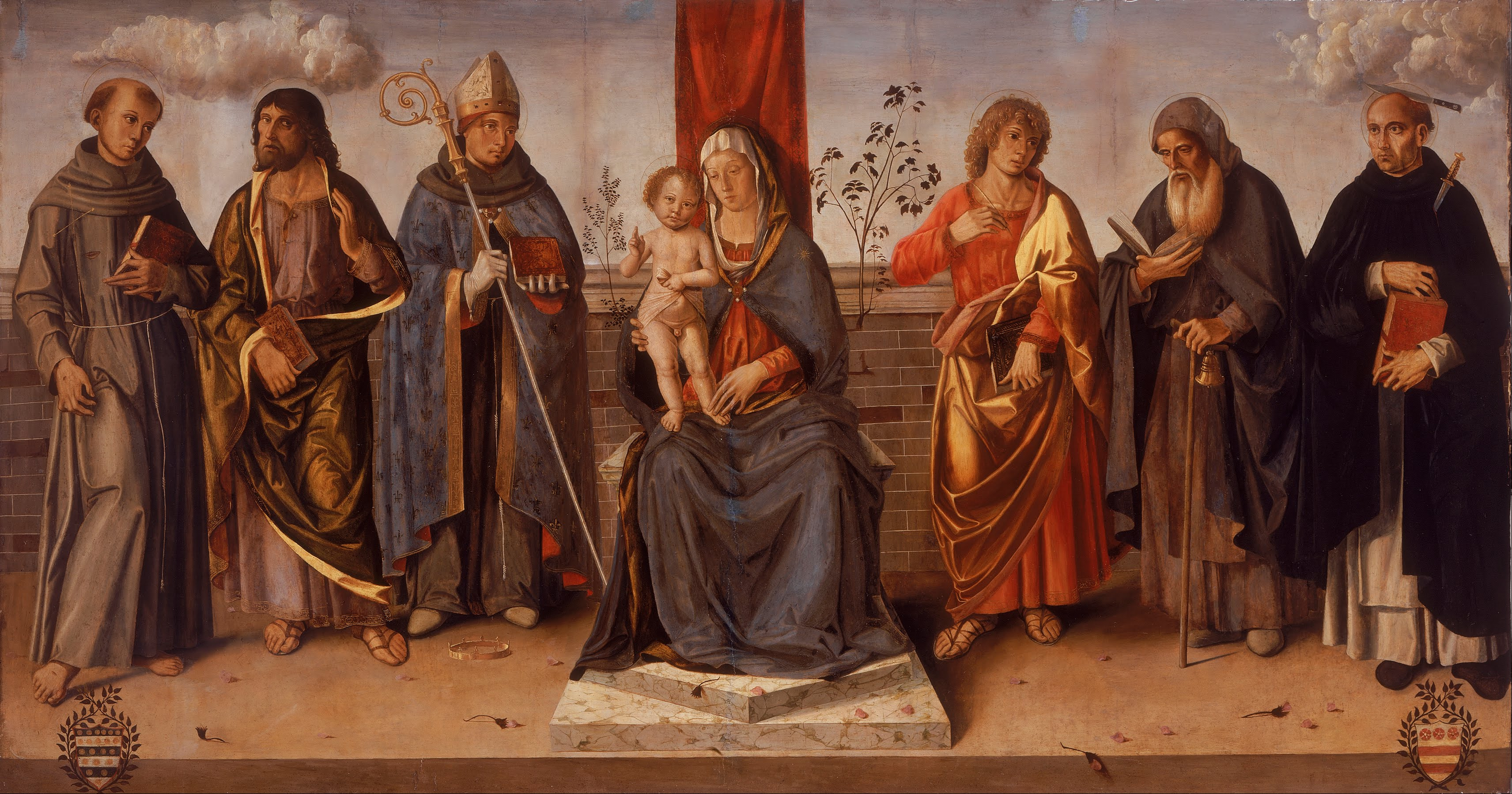
Марко Пальмеццано. «Мадонна на троні і святі католицького пантеону»

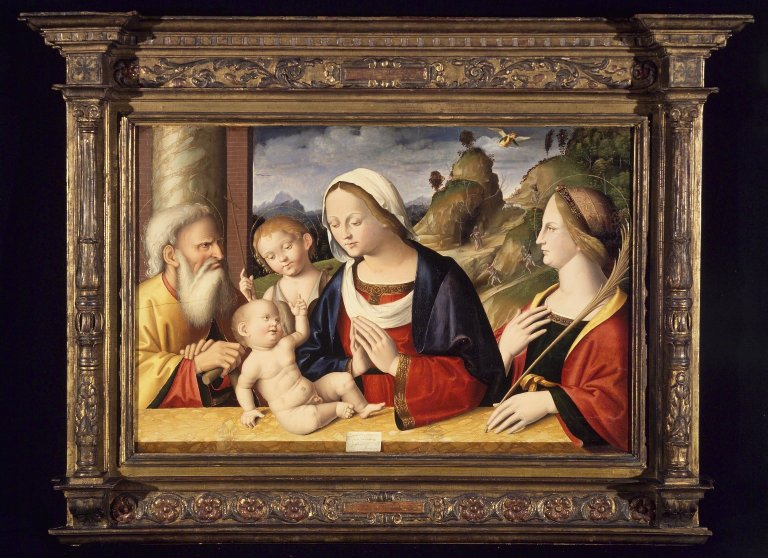
Марко Пальмеццано. «Свята бесіда», бл. 1521 р.,  Бруклінський музей, США
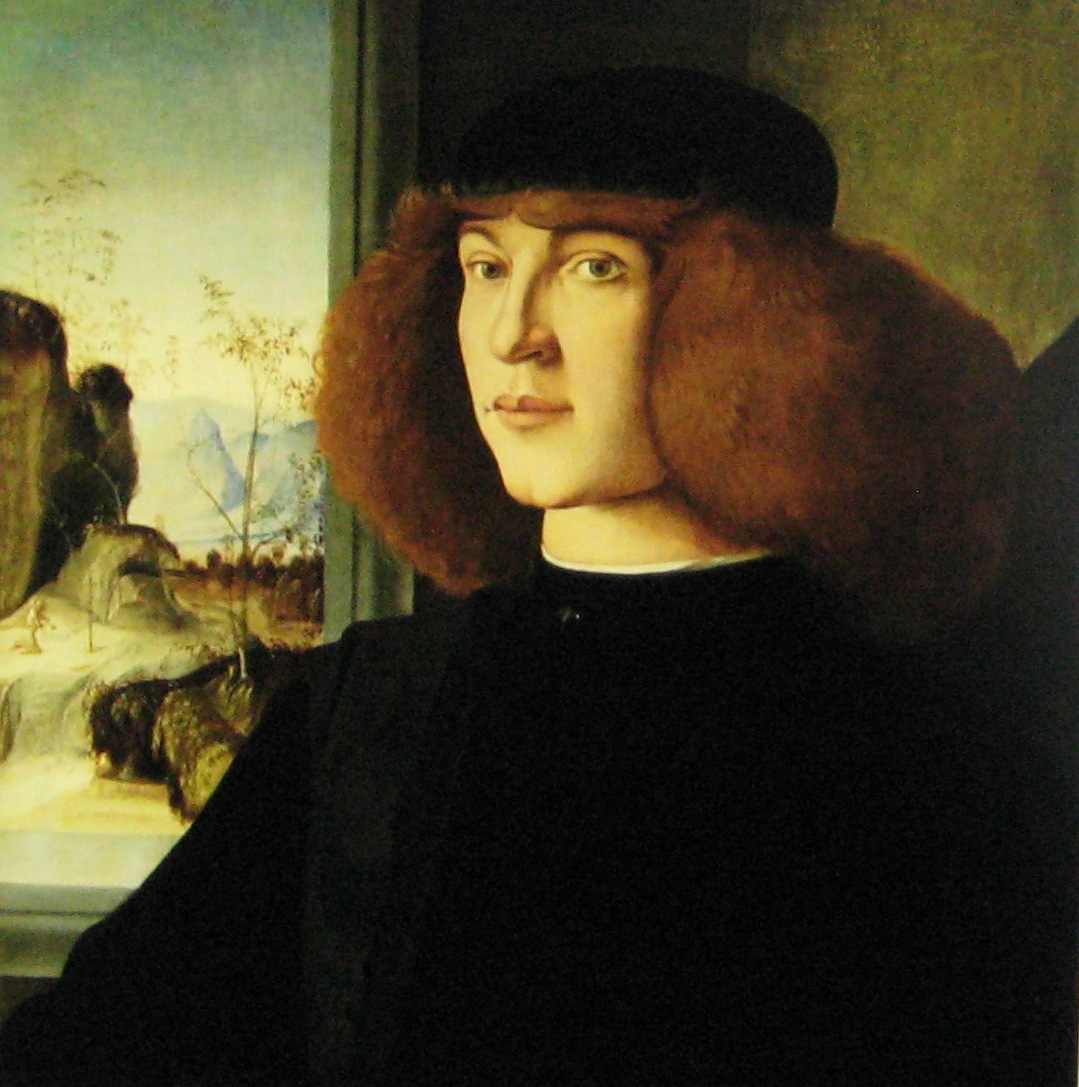
Марко Пальмеццано. «Портрет невідого в чорному», 1490-і рр. Музей історії мистецтв, Відень
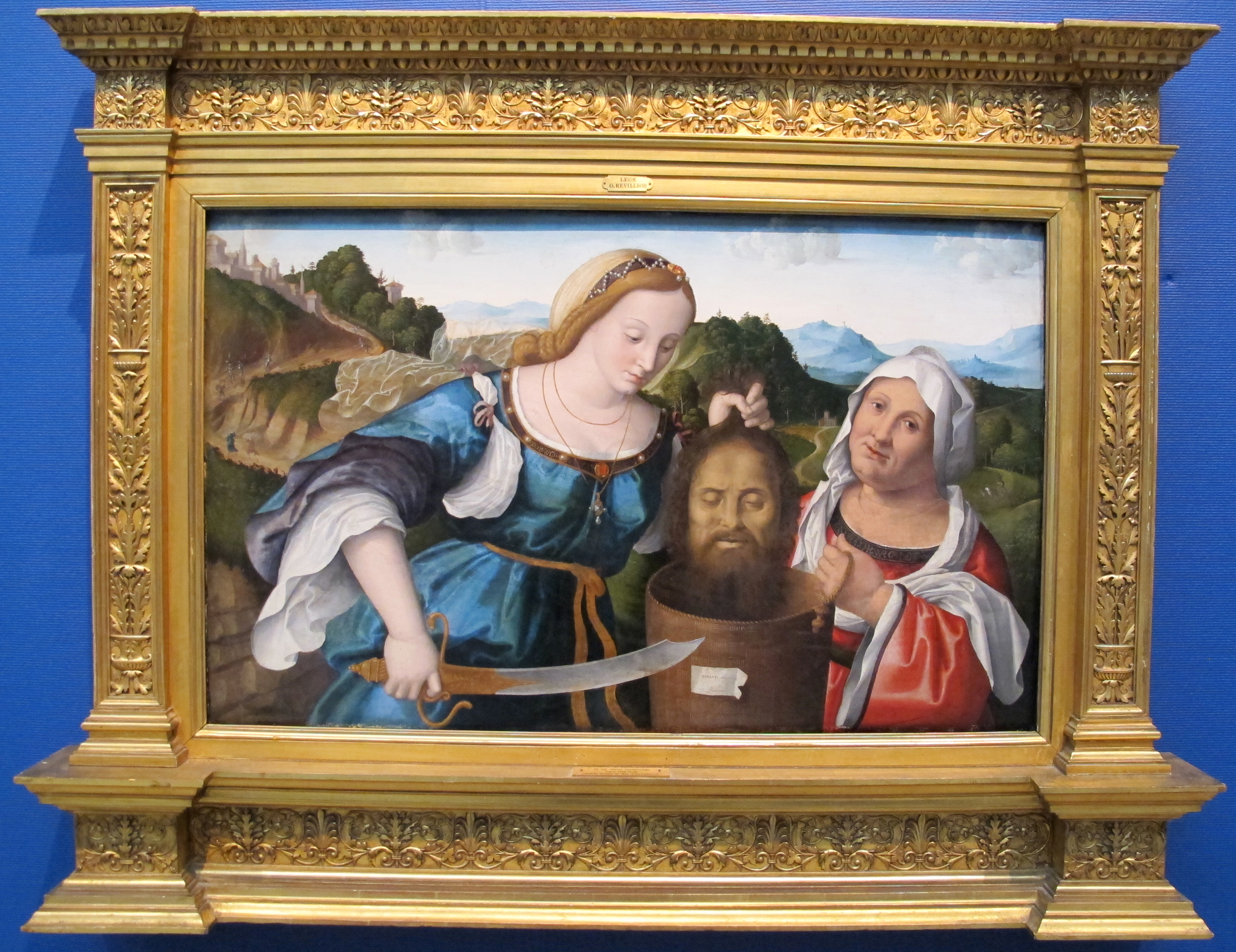
Марко Пальмеццано. «Юдиф з головою Олоферна», Женевський музей мистецтва і історії, Швейцарія
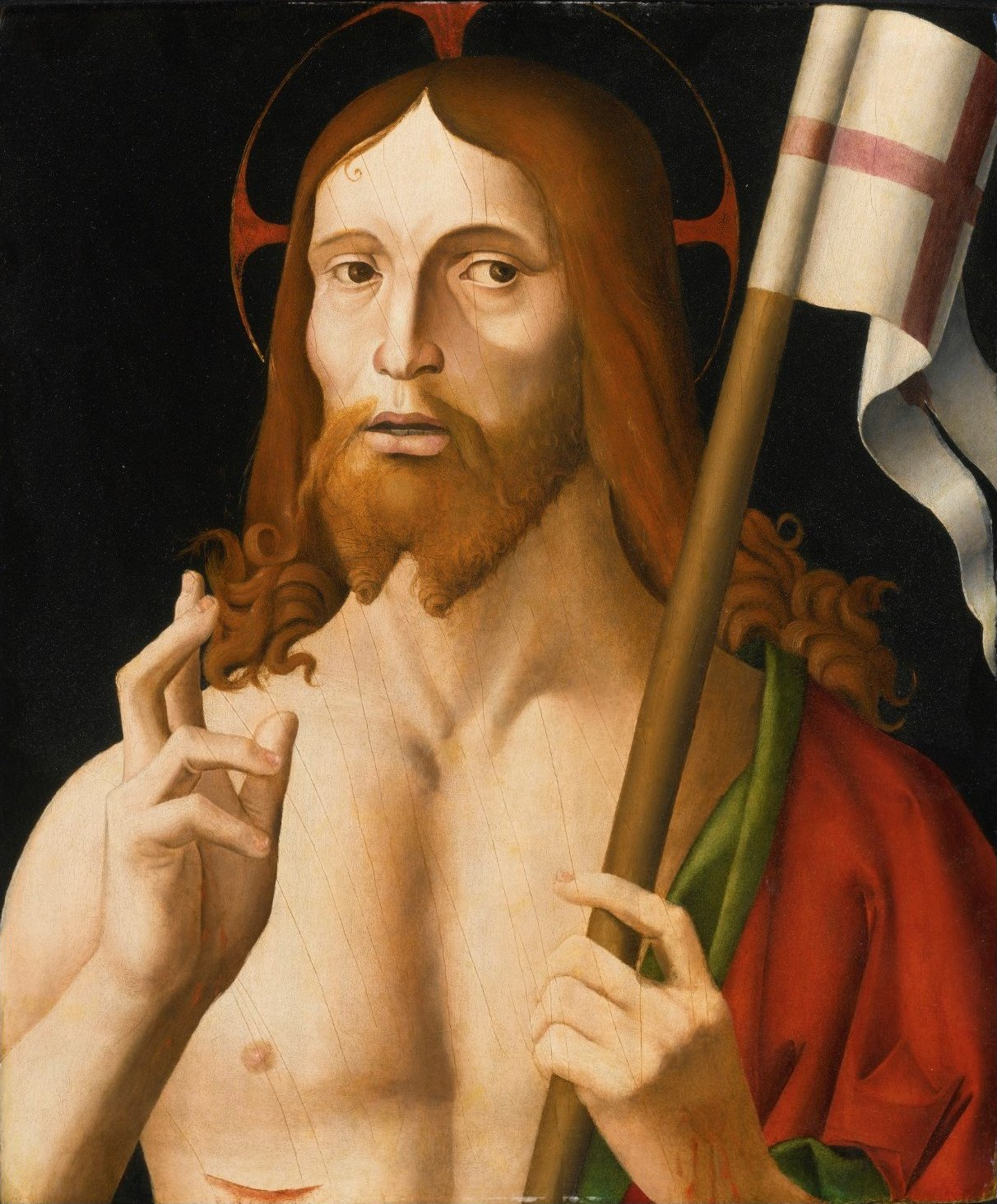
Марко Пальмеццано. «Спаситель»
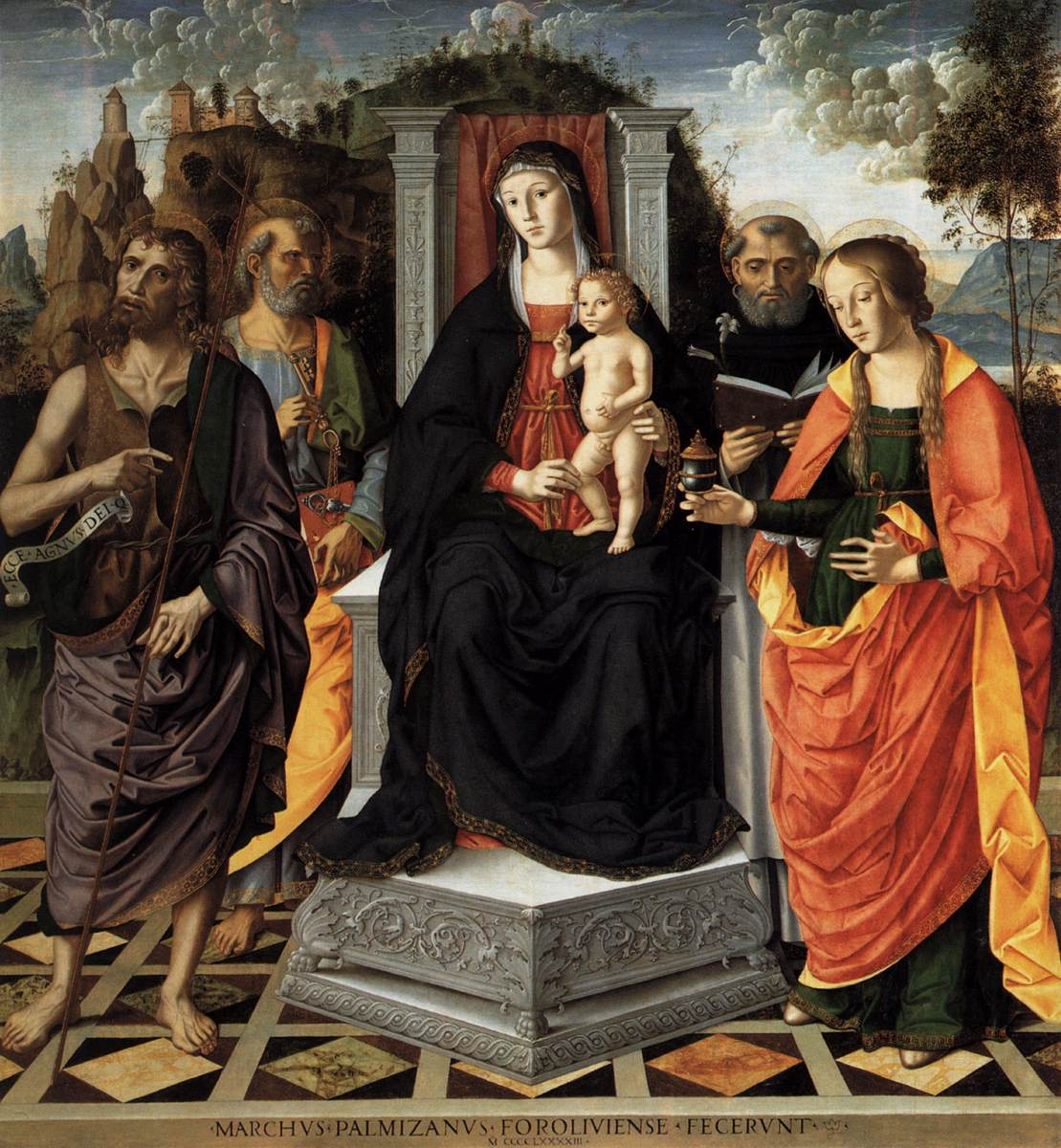
Марко Пальмеццано. «Свята бесіда», Пінакотека Брера, Мілан.